# Шрек, Сэм
Сэм Франсис Шрек (нем. Sam Francis Schreck; родился 29 января 1999 года в Пиннеберге, Германия) — немецкий футболист, полузащитник клуба «Арминия» (Билефельд).

## Клубная карьера
Шрек — воспитанник клубов «Тус Аппен», «Гамбург», «Каммерфельдер», «Санкт-Паули» и «Байер 04». 29 ноября 2018 года в матче Лиги Европы против болгарского «Лудогорца» он дебютировал в составе последнего. 
Летом 2019 года перешёл в нидерландский «Гронинген», подписав четырёхлетний контракт до середины 2023 года. 3 августа в матче против «Эммена» он дебютировал в Эредивизи. 
Летом 2021 года перешёл на правах аренды в «Эрцгебирге». 6 августа 2022 года подписал однолетний контракт с «Эрцгебирге».
19 июня 2023 года перешёл в «Арминию» из Билефельда. 5 августа дебютировал за клуб в гостевом матче третьей лиги Германии против дрезденского «Динамо». В дебютном сезоне сыграл 36 матчей в чемпионате.

## Международная карьера
В 2016 году в составе юношеской сборной Германии Шрек принял участие в юношеском чемпионате Европы в Азербайджане. На турнире он сыграл в матчах против команд Украины, Боснии и Герцеговины и Испании.